# Evangelischer Friedhof Matzleinsdorf

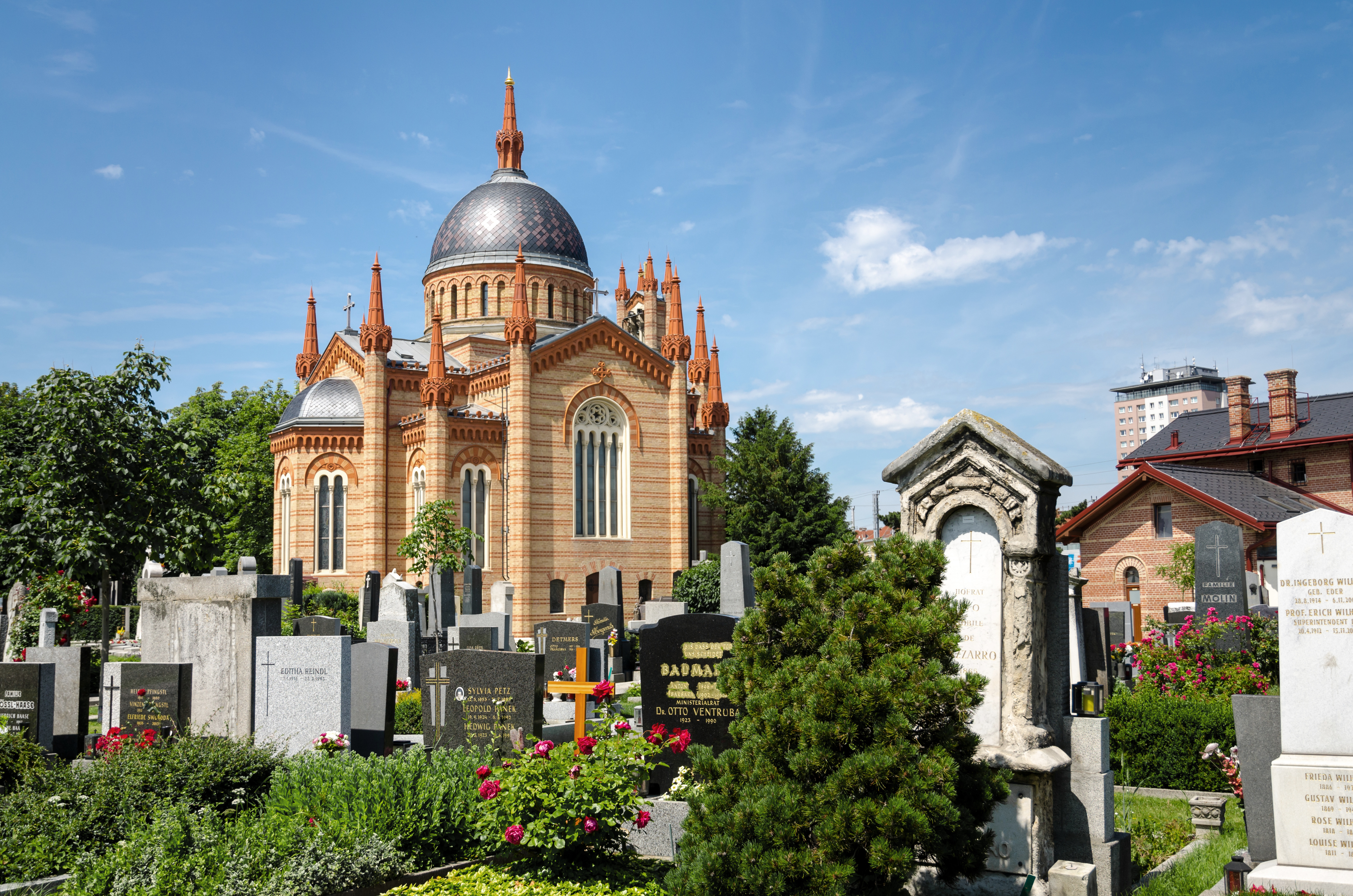
Evang. Pfarrkirche A.B., Christuskirche

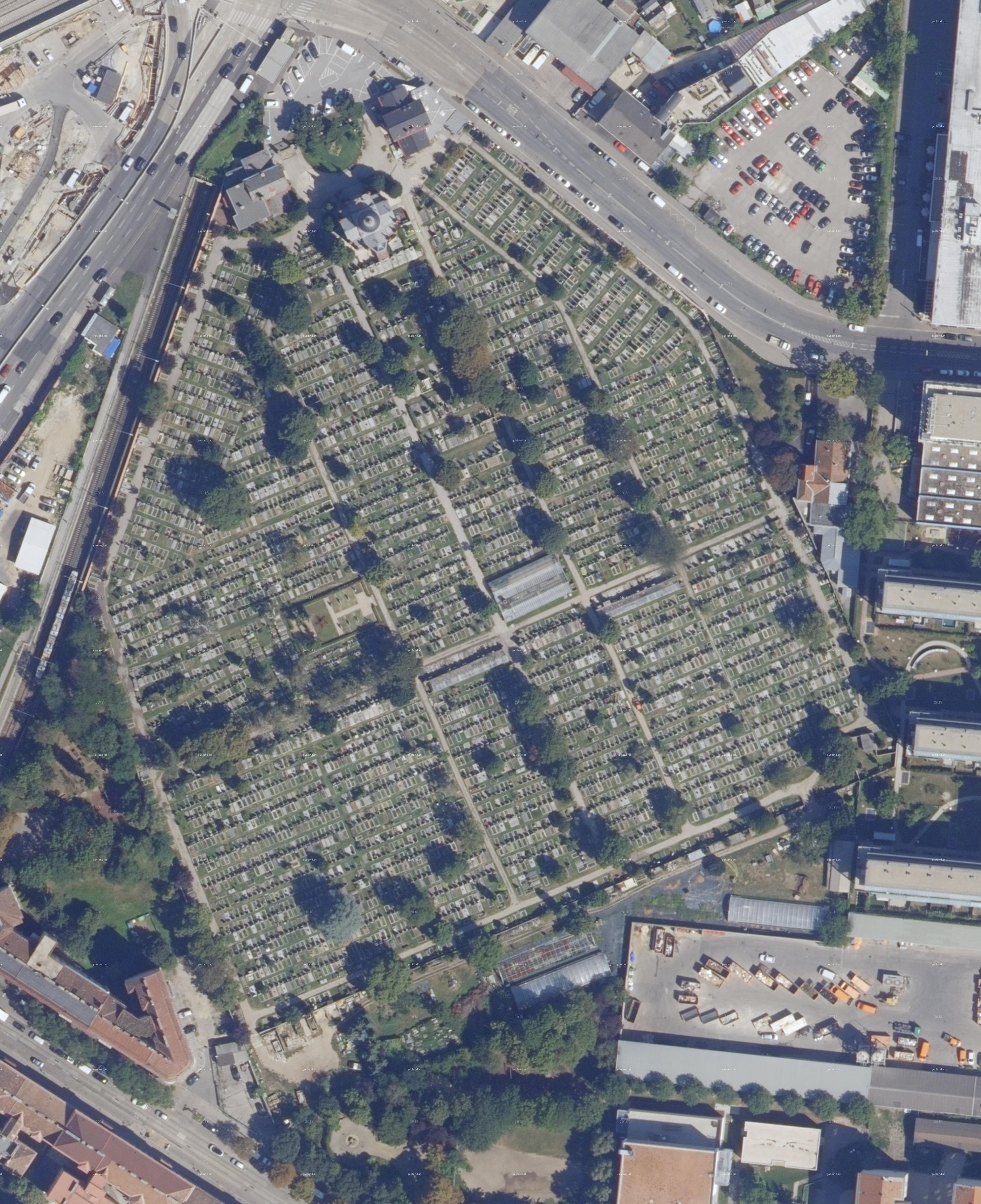
Orthofoto des Friedhofs

Der Evangelische Friedhof Matzleinsdorf ist ein konfessioneller Friedhof im 10. Wiener Gemeindebezirk Favoriten. Er liegt am Beginn der Triester Straße auf Nr. 1 beim Matzleinsdorfer Platz und wird im Norden von der Gudrunstraße begrenzt.

## Geschichte

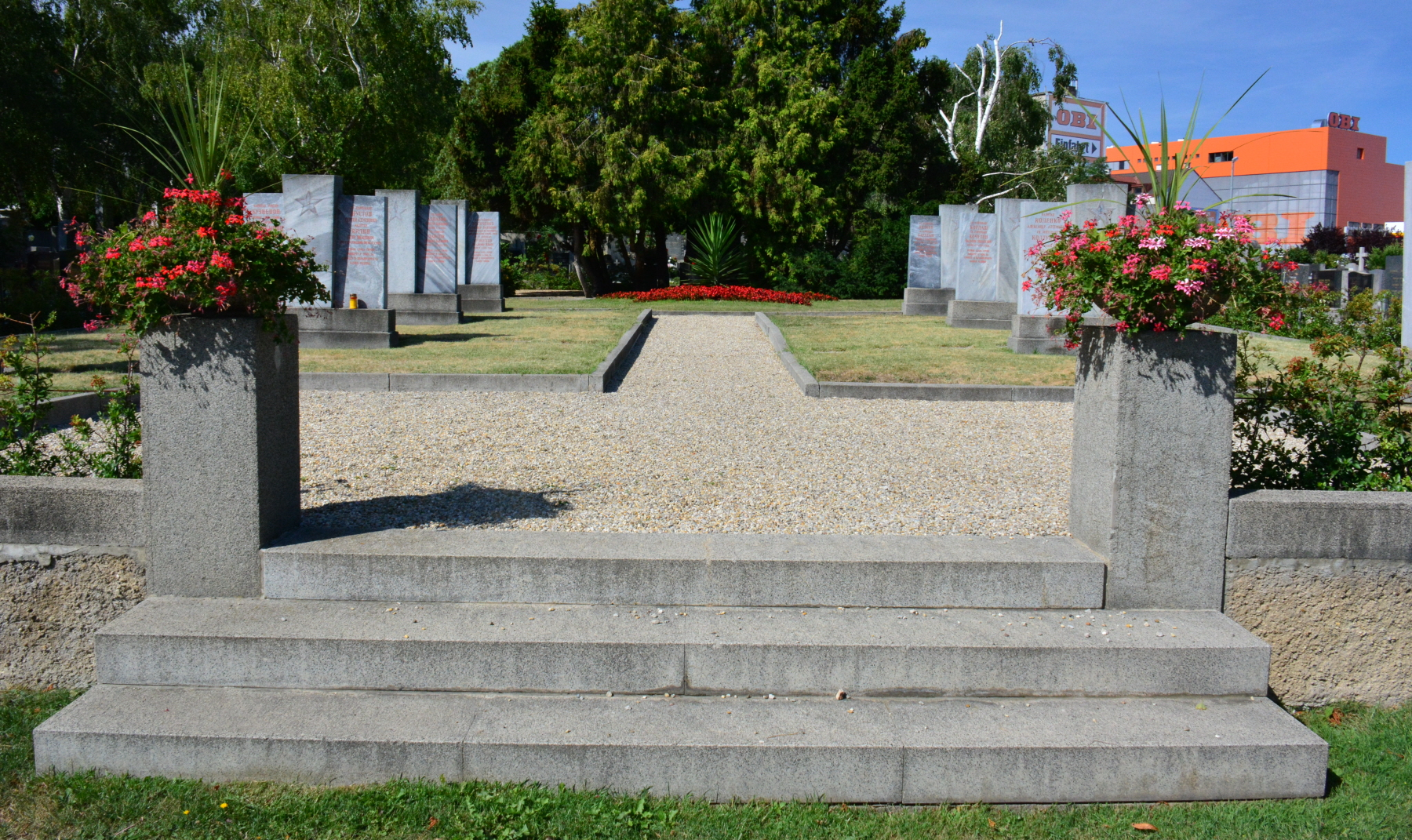
Eingang zum russischen Soldatenfriedhof

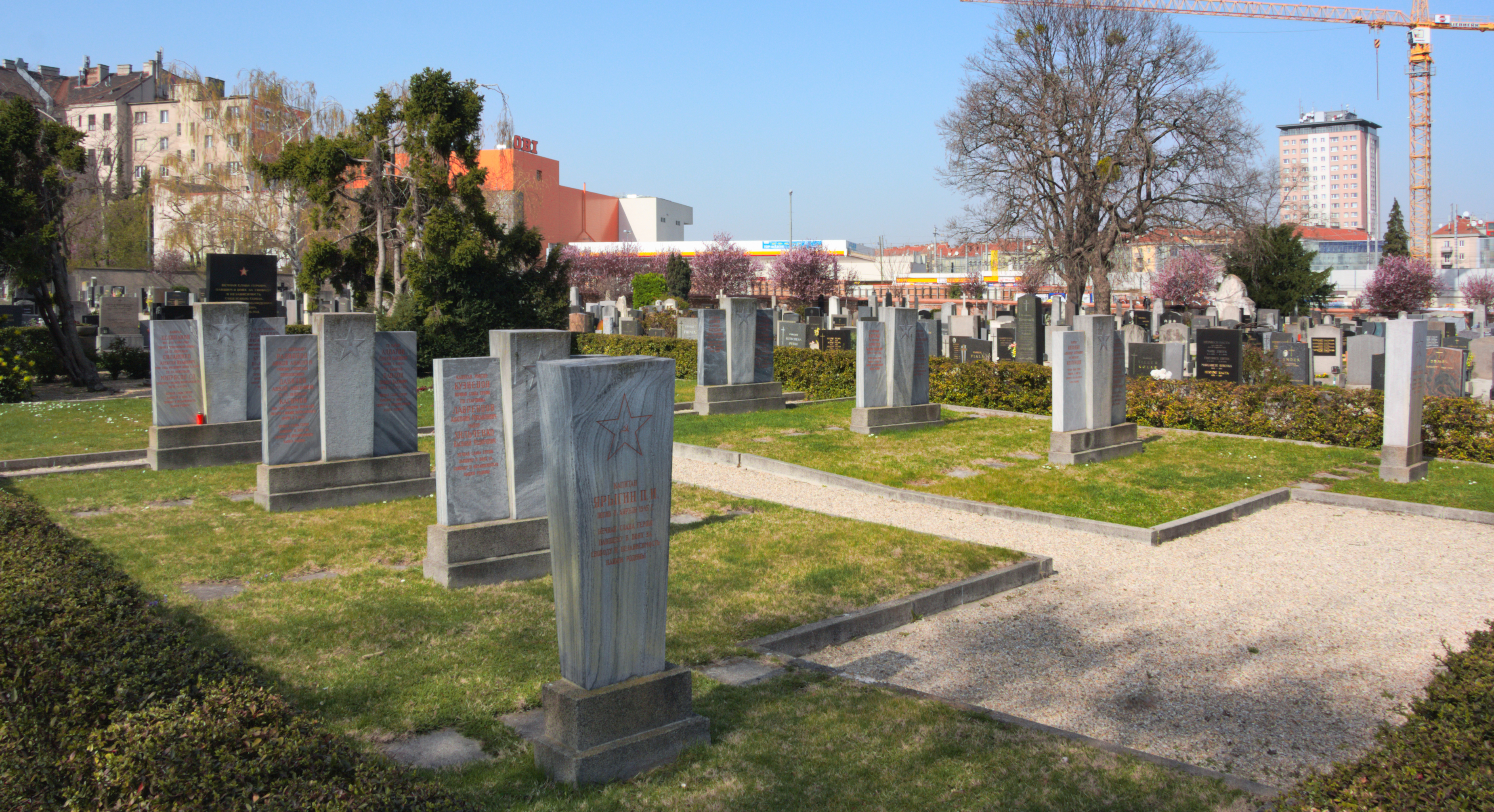
Übersicht über den Soldatenfriedhof

Nachdem die Toten der beiden evangelischen Bekenntnisse A.B. und H.B. bis 1856 auf katholischen Friedhöfen Wiens begraben worden waren, entschloss man sich, einen eigenen evangelischen Friedhof anzulegen. Es wurde zu diesem Zweck ein vor dem Linienwall liegendes Grundstück am Rand der ehemaligen Vorstadt Matzleinsdorf angekauft. Am 7. April 1858 wurde der neue Friedhof eingeweiht. Die Friedhofskapelle wurde von dem bedeutenden Architekten Theophil Hansen erbaut, sie wurde am 27. September 1860 geweiht. Der ursprünglich zu Wieden gehörende Friedhof kam nach dessen Teilung 1861 zum neuen Bezirk Margareten. Seit 1874 gehört das Gebiet zu Favoriten. Da es in weiterer Folge immer wieder zu Diskussionen über den weiteren Verbleib des Friedhofs kam, wurde auf dem Wiener Zentralfriedhof ebenfalls ein evangelischer Friedhof angelegt. Doch der Evangelische Friedhof Matzleinsdorf hat sich bis heute erhalten, sodass seither beide Friedhöfe belegt werden. Im Zweiten Weltkrieg wurde der Friedhof im Zuge der Bombardements der Südbahn, in deren Nähe er sich befindet, schwer beschädigt.
Der auf dem Gelände des Evangelischen Friedhofs Matzleinsdorf angelegte russische Soldatenfriedhof wurde zwischen 1945 und 1947 in einem Massengrab und 32 Einzelgräbern mit Angehörigen der Roten Armee belegt.
2017 begann der Matzleinsdorf Friedhof, auf aufgelassenen Gräbern Urban Gardening zuzulassen.

## Christuskirche
Die ehemalige Friedhofskapelle wurde 1899 zu einer Predigtstation und Filialkirche, in der regelmäßig Gottesdienste abgehalten wurden. Seit 1924 ist sie Sitz einer eigenen evangelischen Gemeinde A.B. (lutherisch), der Pfarrgemeinde Favoriten Christuskirche der Evangelischen Superintendentur A. B. Wien.
Der Kirchenbau wurde in den Jahren von 1858 bis 1860 nach Plänen Theophil Hansens errichtet. Sein markantes Aussehen erinnert an eine orthodoxe Kirche. Hansen hatte sich in der damals herrschenden Zeit des Historismus am byzantinischen Baustil orientiert. Eine große Kuppel erhebt sich über der Vierung. Das Äußere ist durch Sichtziegel geprägt und wird durch Profile und Gesimse gegliedert. Kräftige Eckpfeiler sind durch Fialen bekrönt. Ursprünglich befand sich über dem Eingang ein Fresko von Carl Rahl, das den Engel am Grabe Christi zeigte. Dieses Bild wurde Anfang des 20. Jahrhunderts durch ein Mosaik auf Goldgrund ersetzt, das Christus mit einem Spruchband darstellt.
Im Inneren befinden sich insgesamt 35 Engelsfiguren, vorwiegend an den Säulenkapitellen, darunter aber auch unter der Orgelempore vier große, geschnitzte Engel. Letztere symbolisieren Gebet, Anbetung, Lehre und Verkündigung und können an Galionsfiguren auf Schiffen erinnern. Auch die Orgel wurde in „Engelsform“ gebaut. Sie stammt von Wolfgang Karner aus dem Jahr 2007. An den Zwickeln unterhalb der Kuppel sind Fresken der Evangelistensymbole. 1968 schuf Günther Baszel im Altarraum Glasfenster, welche die Geburt, Kreuzigung und Auferstehung Christi zeigen. 1971 folgten rechts und links vom Altarraum weitere vier Glasfenster mit der Darstellung der Auferweckung des Lazarus, des Jünglings zu Nain, der Tochter des Jairus und der Erzählung vom reichen Mann und dem armen Lazarus. Nach dem Tode Baszels wurden 1989 die restlichen vier Fenster nach Entwürfen von E. Bauernfeind ergänzt.
Im Frontgiebel befinden sich zwei Öffnungen für Glocken. Diese beiden Glocken wurden 1934 von der Gießerei Pfundner hergestellt und erklingen in den Tönen f´´ und gis´´.

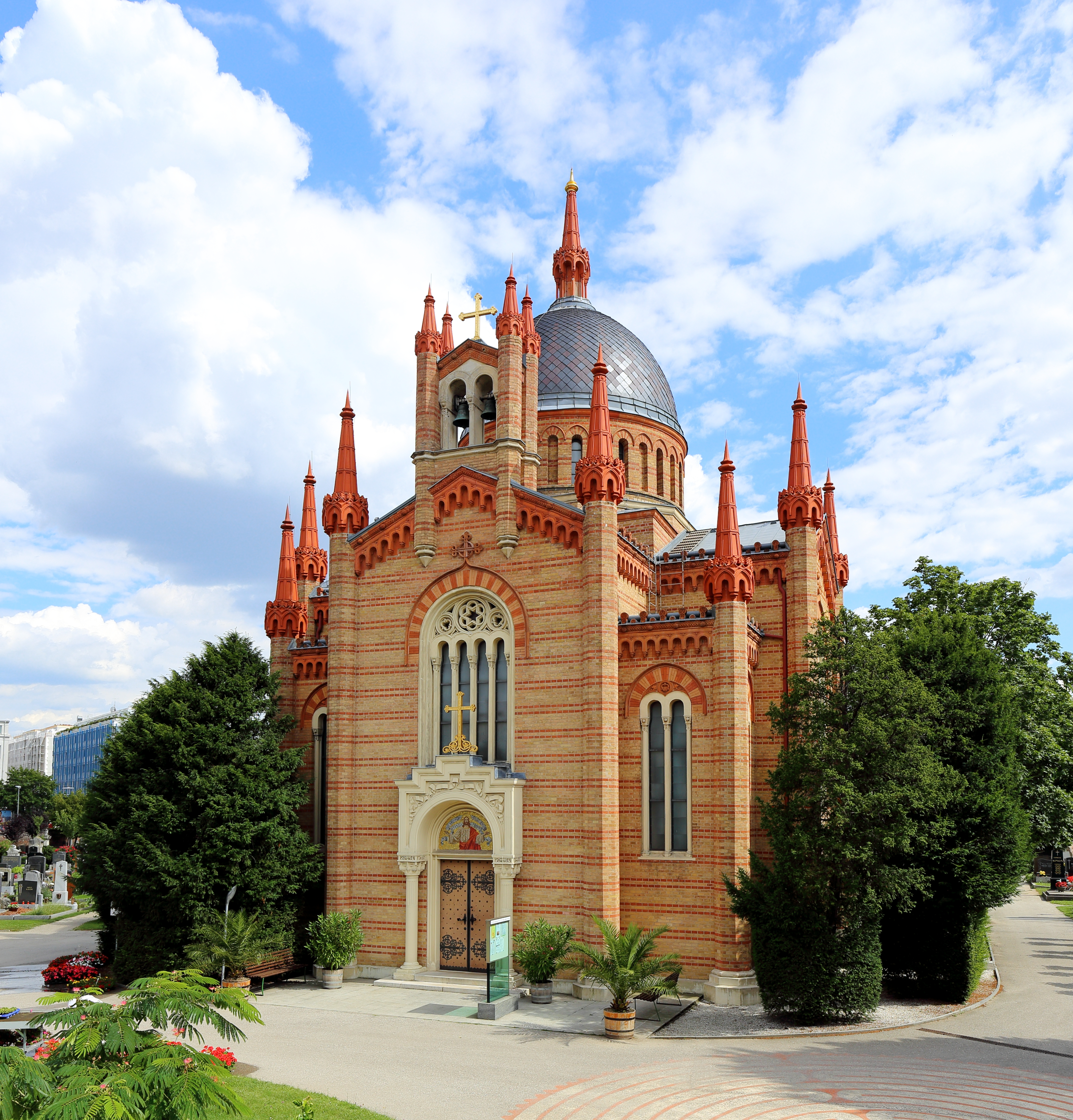
Christuskirche Wien
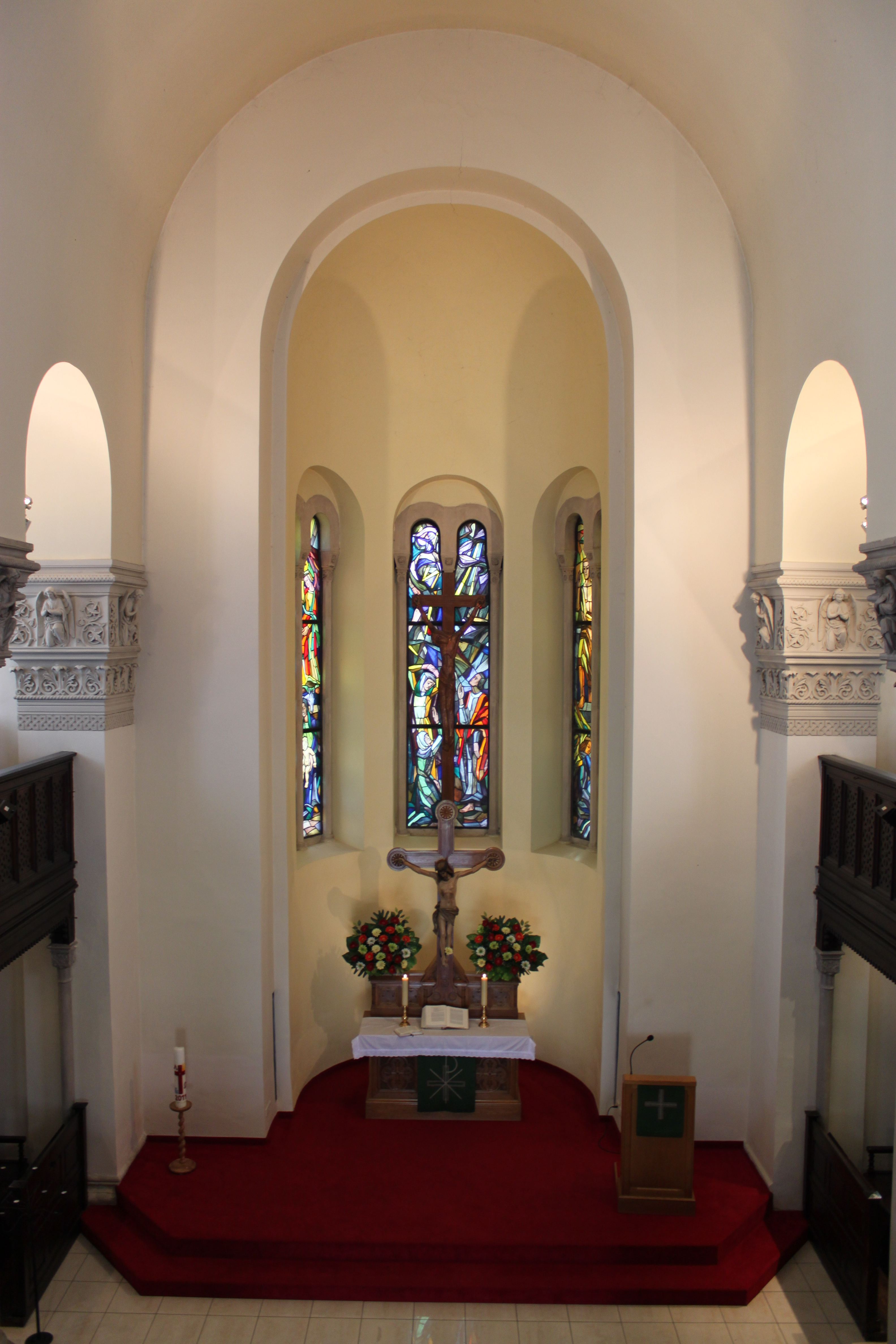
Innenraum der Christuskirche
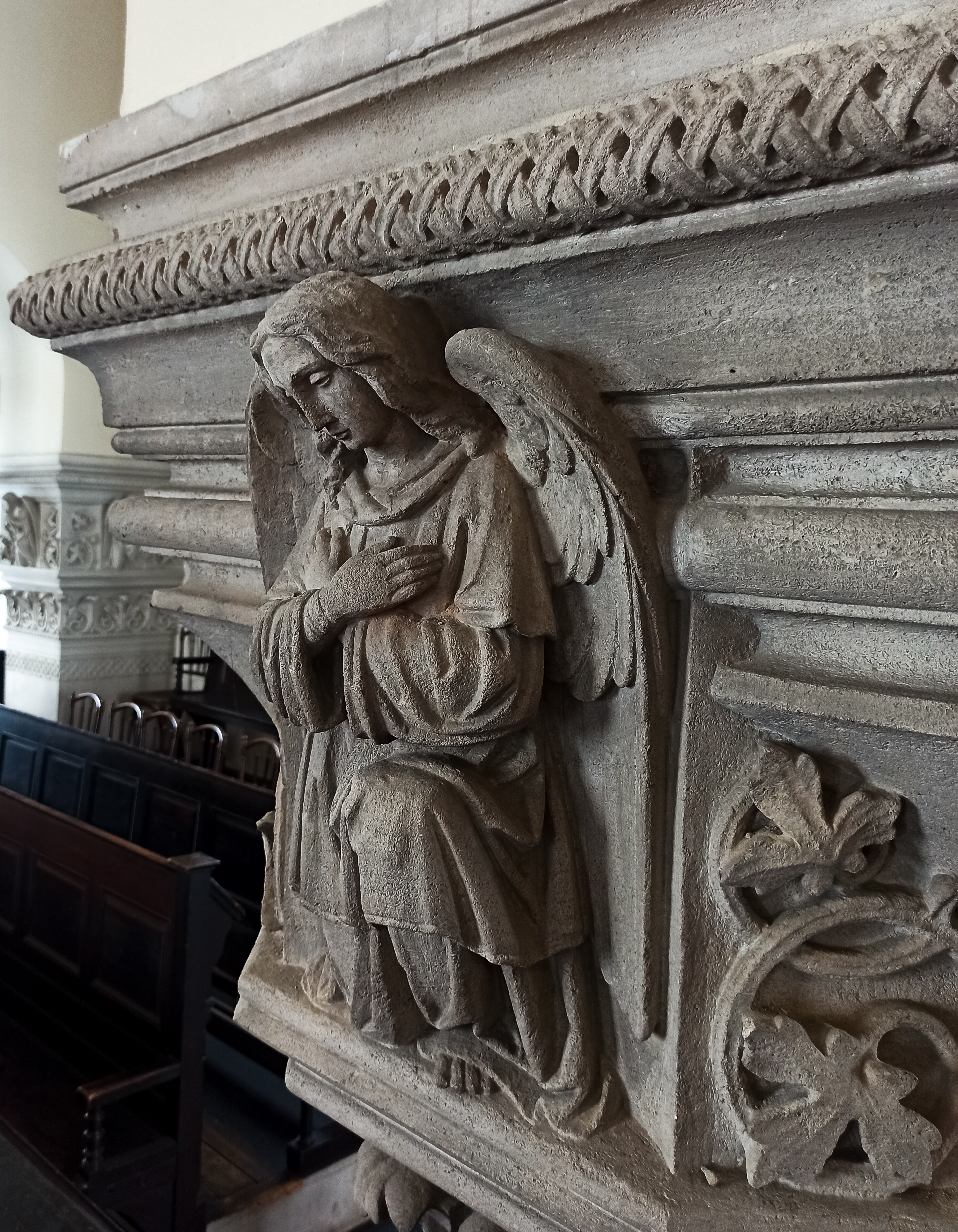
Engelsfigur auf der Orgelempore
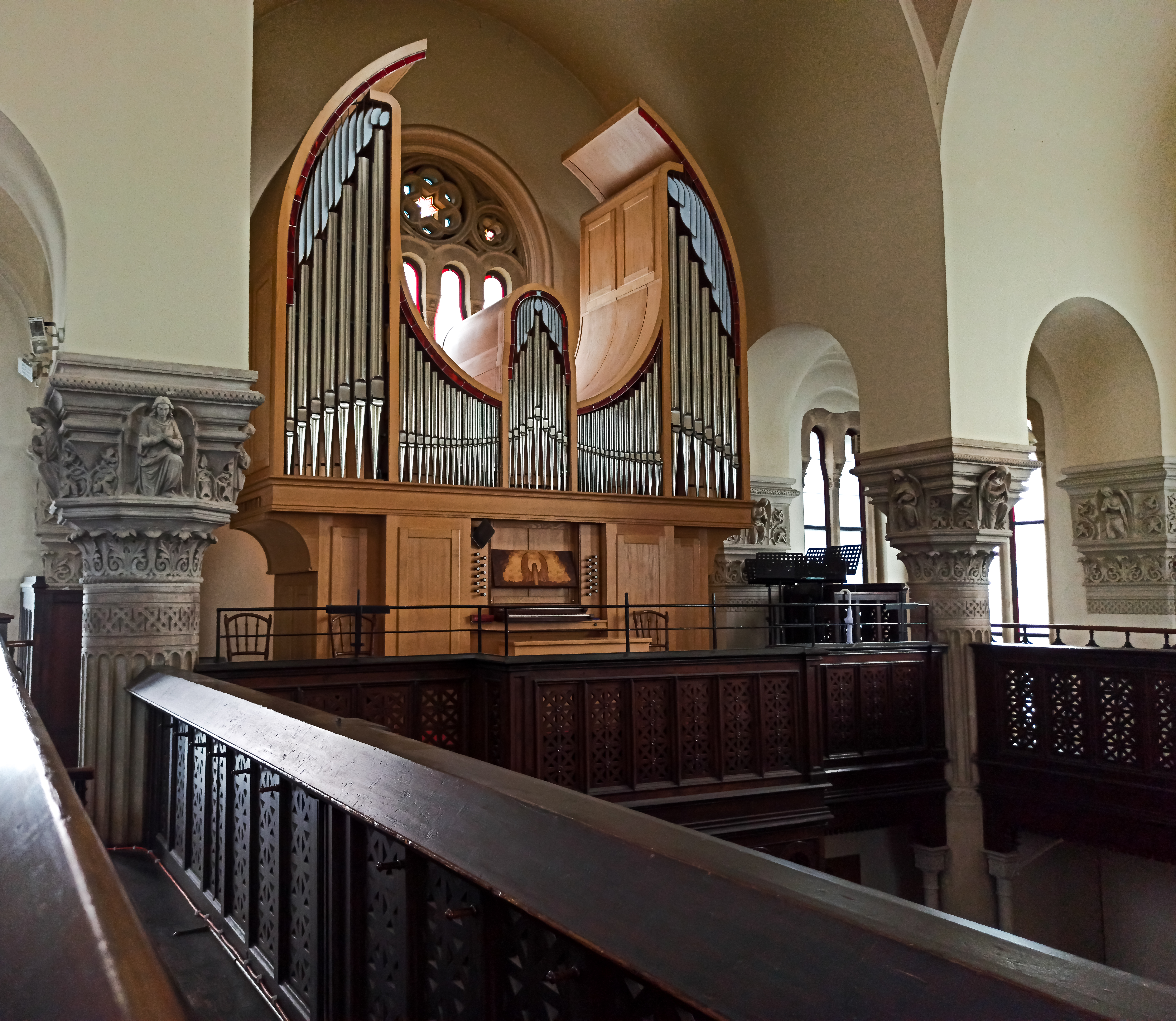
Orgel der Christuskirche

## Gräber bekannter Persönlichkeiten

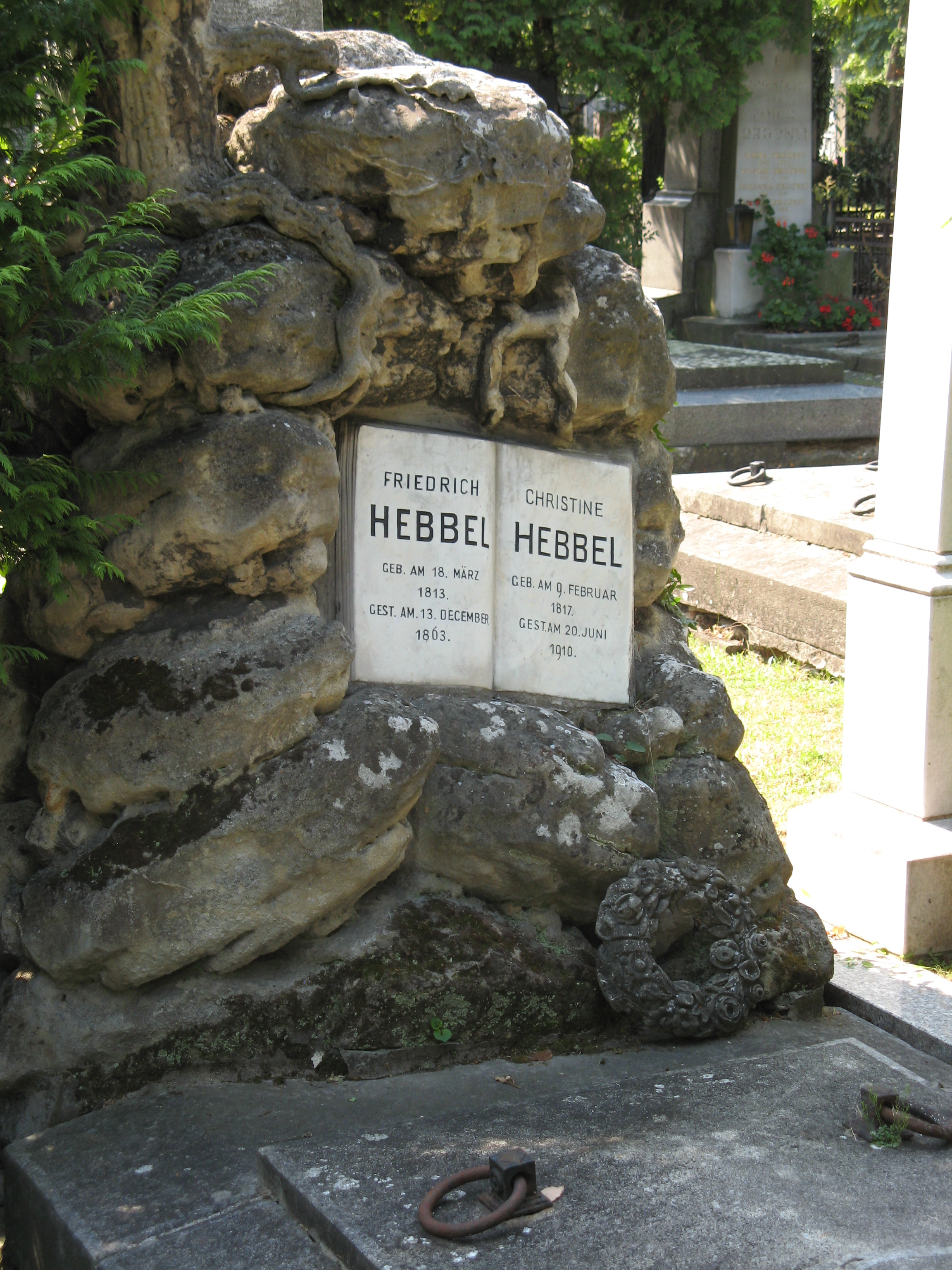
Grab von Friedrich Hebbel

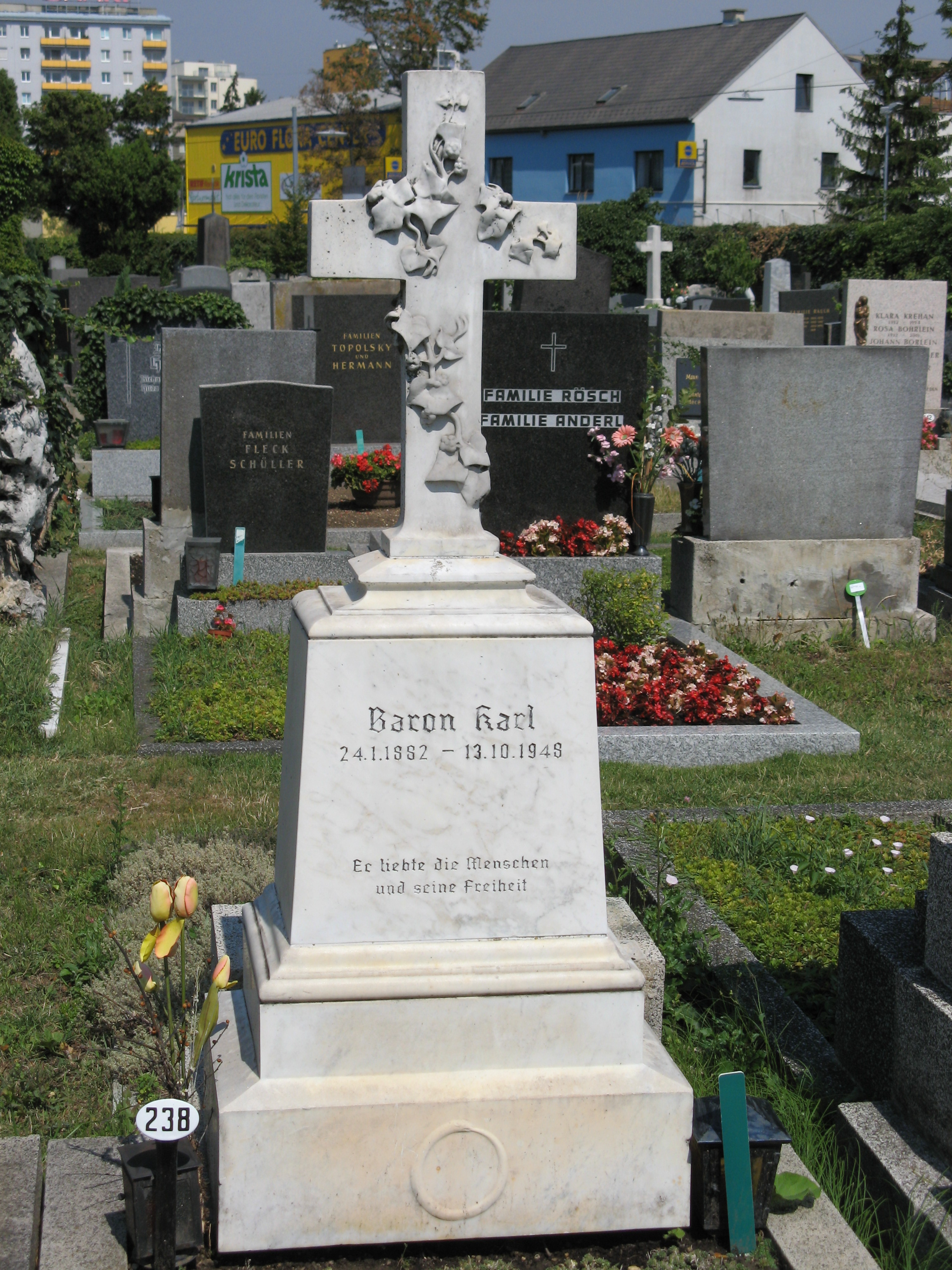
Grab von Baron Karl

Der Evangelische Friedhof Matzleinsdorf besitzt eine große Zahl von Prominentengräbern. Zahlreiche Persönlichkeiten sind von lokaler Bedeutung für Wien, einige auch überregional wichtig. Man findet hier die Gräber von:
- Gustav Adler, Polizeiarzt, Sozialhygieniker, Schulreformer, Sportfunktionär und Hofrat
- Heinrich Anschütz, Schauspieler
- Friedrich Ludwig Arnsburg, Schauspieler (Grab aufgelassen)
- Rudolf von Arthaber, österreichischer Industrieller und Mäzen
- Baron Karl, Wiener Original
- Günther Baszel, Glaskünstler
- Karl Isidor Beck, Dichter
- Friedrich Beckmann, Schauspieler
- Karl Bortoli, Fußball-Nationalspieler
- Theodor Brinek junior, Fußballspieler
- O. F. Berg, Schriftsteller
- Friedrich Ferdinand von Beust, österreichischer Außenminister
- Carl Binder, Komponist und Kapellmeister (Grab aufgelassen)
- Heinrich Börnstein, Theaterdirektor (Grab 1941 beseitigt)
- Adam Brandner Edler von Wolfszahn, k.u.k. Feldmarschallleutnant, Divisionskommandant und Militärkommandant von Krakau
- Karl Ludwig von Bruck, österreichischer Finanzminister
- Ferdinand Cavallar von Grabensprung, k.u.k. Offizier und Flugpionier
- Marie-Luise Cavallar von Grabensprung, österreichische Schriftstellerin, Professorin und Rezitatorin
- Hans Canon, österreichischer Maler
- Ada Christen, österreichische Dichterin
- Hugo Darnaut, österreichischer Maler
- Karl Diener, österreichischer Geologe und Paläontologe
- Friedrich Dittes, Pädagoge
- Peter Elstner, Sportredakteur
- Christine Enghaus, Schauspielerin, Gattin Friedrich Hebbels
- Emil Ertl, Schriftsteller und Bibliothekar
- Philipp Fahrbach, österreichischer Komponist
- Franziska Fast, Politikerin
- Carl Faulmann, Stenograph
- Karl Fichtner, Schauspieler
- Alfred Formey, evangelischer Pfarrer in Favoriten
- Gottfried Franz, Superintendent H. B.
- August Förster, Schauspieler und Regisseur
- Leopold Fuckel, Mykologe
- Ludwig Gabillon, Schauspieler
- Zerline Gabillon, Schauspielerin
- Andreas von Gunesch, Superintendent von Wien, Nieder- und Innerösterreich
- Josef Grünhut, Bildhauer
- Konrad Adolf Hallenstein, Burgschauspieler, Gründer der Schlaraffia in Wien
- John Hardy, Erfinder und Unternehmer
- Justus Hausknecht, Superintendent und Geistlicher Rat
- Friedrich Hebbel, deutscher Schriftsteller
- Fritz Hellmuth, Schriftsteller
- Konrad Wilhelm Hellwag, Bauingenieur
- Christian Heyser, Superintendent
- Karl Wilhelm Hilchenbach, Konsistorialrat und Superintendent H. B.
- Theodor von Hornbostel, österreichischer Handelsminister
- Wilhelm Hufnagl, Schauspieler, Rundfunksprecher und Theaterregisseur
- Bela Jenbach, Operettenlibrettist
- Otto Kaiser, österreichischer Eiskunstläufer
- Carl Karlweis, Dramatiker und Erzähler
- Oskar Karlweis, österreichischer Schauspieler
- Gerhard Klingenberg, österreichischer Schauspieler, Regisseur und Intendant
- Johann Heinrich Knöll, Bezirksvorsteher
- Elisabeth Koberwein, österreichische Schauspielerin (Grab bereits aufgelassen)
- Rudolf Koppitz, österreichischer Photograph
- Fritz L’Allemand, Maler
- Hermann Langbein, österreichischer Widerstandskämpfer
- Carl von La Roche, Schauspieler
- Heinrich Laube, deutscher Schriftsteller und Burgtheaterdirektor
- Eduard Leisching, Kunsthistoriker
- Gustav von Leonhardt, Generalsekretär der Österreichisch-ungarischen Bank und Gründer des Compass-Verlags
- Julius Lott, Erbauer der Arlbergbahn
- Arnold Lotz, österreichischer Architekt
- Hermann F. Mark, österreichisch-US-amerikanischer Chemiker
- Hubert Matuschek, österreichischer Architekt
- Johann Mithlinger, Widerstandskämpfer
- Robert Müller, Romancier, Essayist, Aktivist
- Melchior Neumayr, Paläontologe
- Hermann Nothnagel, Chirurg
- Franz Ottmann, Kunsthistoriker
- Ernst Pauer, Superintendent und Direktor der evang. theol. Lehranstalt
- Hermann Präuscher, Tierbändiger und Schausteller
- Franz Pyllemann, Musikkritiker, Pianist und Dozent für Musiktheorie
- Hans Rehn, Cellist, Schlagwerker, Komponist und Musikerzieher
- Julie Rettich, Schauspielerin
- Karl Rettich, Schauspieler und Theaterregisseur
- Adele Sandrock und Wilhelmine Sandrock, Schauspielerinnen
- Moritz Saphir, österreichischer Schriftsteller
- Alexander von Schoeller, deutscher Großindustrieller und Großunternehmer in Österreich
- Ludwig Schöne, Architekt
- Karl Julius Schröer, Literaturhistoriker
- Georg Julius von Schultz, baltendeutscher Arzt und Schriftsteller
- Minna Singer-Burian, Professorin für Gesang
- Lorenz von Stein, Nationalökonom
- Anton Tesarek, Pädagoge
- Hans Thirring, Physiker
- Johann Wächter, k. und k. Konsistorialrat und Superintendent
- Charles Weinberger, Operettenkomponist
- Otto Weininger, österreichischer Philosoph
- Erich Wilhelm, Superintendent
- Friedrich Wilhelmi, Schauspieler
- Gottlieb August Wimmer, Pfarrer
- Max Winter, österreichischer Journalist und Sozialdemokrat